# Slavoj Žižek
Slavoj Žižek (kiejtéseⓘ) (Ljubljana, Szlovén Szocialista Köztársaság, 1949. március 21. –) szlovén filozófus, szociológus, pszichoanalitikus, egyetemi tanár, kultúrakritikus és író, a 21. század egyik legnagyobb hatású gondolkodója. Óriási terjedelmű munkásságával, egyedi stílusával és kimeríthetetlen humorával rendkívüli befolyással bír szakmabeliek és érdeklődők millióira világszerte. Rendre a hegelianizmus és a marxizmus legnagyobbjai között emlegetik és Nyugaton, megalkuvást nem tűrő és radikális természete miatt a világ legveszélyesebb filozófusának tartják.

## Élete
Jelenleg a ljubljanai egyetem professzora, és a University of London Birkbeck Institute for Humanities nemzetközi igazgatója. A világ számos egyetemének vendégtanára: Chicagói Egyetem, Columbia Egyetem, London Consortium, Princeton, The New School, European Graduate School, University of Minnesota, University of California, Irvine, University of Michigan.
A poszt-lacaniánus elmélet egyik legjelentősebb képviselője, aki a populáris elméletekkel kívánja Lacan teóriáját magyarázni, illetve Lacan fogalmaival írja le a kortárs politikai és társadalmi jelenségeket és problémákat. Olyan baloldali gondolkodó, akit erősen befolyásoltak Hegel, Marx és Schelling elméletei.
Žižek politikailag is aktív: 1990-ben jelöltette magát az elnökválasztás során.
Számos írása jelent meg, több mint ötven könyve, és több nyelven is olvashatók az írásai, továbbá több dokumentumfilm is készült vele és róla.

## Filmográfia
- Žižek

- The Pervert's Guide To Cinema
- The Pervert's Guide To Ideology
- Examined Life

## Magyarul
- Egyszer mint tragédia, másszor mint bohózat. Szeptember 11 tragédiájától a pénzügyi összeomlás bohózatáig (Eszmélet Alapítvány, 2009; megjelent az Eszmélet folyóirat 84. számának mellékleteként)
- A törékeny abszolútum. Avagy miért érdemes harcolni a keresztény örökségért?; ford. Hogyinszki Éva, Molnár D. Tamás, utószó Kiss Lajos András; Typotex, Bp., 2011 (Radikális gondolkodók) ISBN 9789632794235
- Zűr a Paradicsomban. A történelem végétől a kapitalizmus végéig; ford. Reich Vilmos; Európa, Bp., 2016 ISBN 9789634053897
- A kettős zsarolás ellen. Menekültek, terror és egyéb gondok felebarátainkkal; ford. Hárs György Péter; Oriold, Bp., 2018 ISBN 9786155443770
- A Kommunista kiáltvány megkésett aktualitása; ford. Reich Vilmos / A Kommunista kiáltvány; ford. Rudas László; Európa, Bp., 2019 ISBN 9789634059387

### Žižek magyarul
- Az ideológia fenséges tárgya (részlet)
- A nagy másik nem létezik
- A katonai-költői komplexum  Archiválva 2008. szeptember 4-i dátummal a Wayback Machine-ben
- Az Alkotmány halott. Éljen a valódi politizálás!
- A naiv kérdések sokkjának kitéve
- Szeressem felebarátomat? Köszönöm, nem!
- Mátrix: A túlzások igazsága
- Isten hozott a Való sivatagában! – Gondolatok a WTC merénylettel kapcsolatban
- Avatar – A bennszülöttek visszatérése Archiválva 2017. november 5-i dátummal a Wayback Machine-ben

### Žižekről magyarul
- Dragon Zoltán Žižek előadás
- Dragon Zoltán: Žižek szerint a világ: film, Elmélet, és azon túl
- Terry Eagleton: Élvezz! – Zizek és Lacan
- metazin.hu: Dúsgazdag emberbarátok
- metazin.hu: Mégis Leninnek volt igaza?
- metazin.hu: Az értelmiségi is ember
- Ez Van, Ezt Kell Szeretni? – interjú
- A Žižek-fordítás megkésett aktualitása

### Žižek angolul
- Slavoj Žižek Archiválva 2010. szeptember 15-i dátummal a Wayback Machine-ben Faculty page @ European Graduate School
- International Journal of Žižek Studies
- Slavoj Žižek in Lacanian Ink
- Repeating Lenin
- The Matrix: The Truth of the Exaggerations
- 'The One Measure Of True Love Is: You Can Insult The Other' interview
- About Japan interview
- Acting up
- Žižek's Wives

### Žižek-videók
- Slavoj Žižek Video Lecture Archive at European Graduate School
- Love Is Evil!
- On Toilets And Ideology
- Why The Sound Of Music Is Racist
- The Pervert's Guide To Cinema extra
- Interview On NiteBeat
- Rules, Race, And Mel Gibson
- Materialism and Theology
- Zizek on Children of Men
- Klemen Slakonja as Slavoj Zizek – The Perverted Dance (Cut the Balls)